# Kamal Kamyabinia
Kamaleddin Kamyabinia (en persa: کمال‌الدین کامیابی‌نیا‎; Teherán, 18 de enero de 1989) es un futbolista iraní que juega en la demarcación de centrocampista para el Zob Ahan FC de la Iran Pro League.

## Selección nacional
Tras jugar 16 partidos con la selección de fútbol sub-20 de Irán, y 12 con la selección de fútbol sub-23 de Irán, finalmente el 12 de noviembre de 2015 hizo su debut con la selección absoluta en un encuentro contra Turkmenistán que finalizó con un resultado de 3-1 a favor del conjunto iraní tras los goles de Morteza Pouraliganji, Ashkan Dejagah y Saeid Ezatolahi por parte del combinado iraní, y de Mekan Saparow para el combinado turcomano. Además llegó a disputar dos partidos de la clasificación para la Copa Mundial de Fútbol de 2018.

### Goles internacionales
| # | Fecha                   | Estadio                                         | Oponente | Gol | Resultado | Competición                           |
| - | ----------------------- | ----------------------------------------------- | -------- | --- | --------- | ------------------------------------- |
| 1 | 17 de noviembre de 2015 | Estadio de Fútbol Nacional de Guam, Agaña, Guam | Guam     | 0-2 | 0-6       | Clasificación para el Mundial de 2018 |

## Clubes
| Club                | País | Año       | Partidos | Goles |
| ------------------- | ---- | --------- | -------- | ----- |
| Mes Kerman FC       | Irán | 2007-2009 | 19       | 2     |
| Rah Ahan FC         | Irán | 2009-2011 | 52       | 4     |
| Shahrdari Tabriz FC | Irán | 2011-2013 | 51       | 9     |
| Naft Tehran         | Irán | 2013-2015 | 62       | 4     |
| Persepolis FC       | Irán | 2015-2023 | 231      | 23    |
| Zob Ahan FC         | Irán | 2023-     | 22       | 1     |

## Palmarés

### Campeonatos nacionales
| Título            | Club          | País | Año  |
| ----------------- | ------------- | ---- | ---- |
| Iran Pro League   | Persepolis FC | Irán | 2017 |
| Iran Pro League   | Persepolis FC | Irán | 2018 |
| Iran Pro League   | Persepolis FC | Irán | 2019 |
| Iran Pro League   | Persepolis FC | Irán | 2020 |
| Iran Pro League   | Persepolis FC | Irán | 2021 |
| Iran Pro League   | Persepolis FC | Irán | 2023 |
| Copa de Irán      | Persepolis FC | Irán | 2019 |
| Copa de Irán      | Persepolis FC | Irán | 2023 |
| Supercopa de Irán | Persepolis FC | Irán | 2017 |
| Supercopa de Irán | Persepolis FC | Irán | 2018 |
| Supercopa de Irán | Persepolis FC | Irán | 2019 |
| Supercopa de Irán | Persepolis FC | Irán | 2020 |
| Supercopa de Irán | Persepolis FC | Irán | 2023 |